# Floortje Meijners
Floortje Meijners (ur. 16 stycznia 1987 w Oldenzaal) – holenderska siatkarka, reprezentantka kraju, grająca na pozycji przyjmującej. 

## Sukcesy klubowe
Puchar Holandii:
- 2003, 2007, 2008, 2009, 2010

Mistrzostwo Holandii:
- 2003, 2007, 2008, 2009, 2010

Puchar Włoch:
- 2012, 2013, 2014

Puchar CEV:
- 2012, 2019, 2021

Mistrzostwo Włoch:
- 2012, 2013, 2014
- 2016

Puchar Challenge:
- 2013

Superpuchar Włoch:
- 2013

## Sukcesy reprezentacyjne
Grand Prix:
- 2007

## Nagrody indywidualne
- 2013: MVP Pucharu Włoch
- 2015: Najlepsza serwująca Mistrzostw Turcji